# District de Qiongshan
Le district de Qiongshan (琼山 ; anciennement 琼州, en pinyin Qiongzhou, EFEO Kiang-Tchéou) est une subdivision administrative de la province chinoise insulaire de Hainan. Il constitue l'un des quartiers de la ville-préfecture de Haikou.